# James Stuart Blackton
James Stuart Blackton (ur. 5 stycznia 1875 w Sheffield, zm. 13 sierpnia 1941 w Kalifornii) – brytyjsko-amerykański karykaturzysta, pionier filmu animowanego, osiadły w Stanach Zjednoczonych (od 1885 r.).
W roku 1897 wspólnie z Albertem E. Smithem założył towarzystwo filmowe Vitagraph. Twórca pierwszych filmów animowanych: The Humpty Dumpty Circus (1898), Zabawne grymasy śmiesznych twarzy (1906), Hotel, w którym straszy (ang. The Haunted Hotel, 1907), Magiczne wieczne pióro (ang. The Magic Fountain Pen, 1909).